# Преоре
Преоре (итал. Preore) — коммуна в Италии, располагается в провинции Тренто области Трентино-Альто-Адидже.
Население составляет 390 человека (2011 г.), плотность населения составляет 100 чел./км². Занимает площадь 4 км². Почтовый индекс — 38070. Телефонный код — 0465.
Покровительницей коммуны почитается святая равноапостольная Мария Магдалина, празднование 22 июля.

## Демография
Динамика населения:

## Администрация коммуны
- Официальный сайт: